# Serguéi Bazarévich
Serguéi Valeriánovich Bazarévich (en cirílico: Серге́й Валерья́нович Базаре́вич; 16 de marzo de 1965, Moscú, Unión Soviética) ex- jugador  y entrenador de baloncesto profesional que jugó 10 partidos en la NBA con los Atlanta Hawks. Actualmente es el entrenador del BC Samara de la VTB United League.

## Estadísticas de su carrera en la NBA

### Temporada regular
| Año     | Equipo  | PJ | PT | MPP | %TC  | %3P  | %TL  | RPP | APP | ROB | TPP | PPP |
| ------- | ------- | -- | -- | --- | ---- | ---- | ---- | --- | --- | --- | --- | --- |
| 1994–95 | Atlanta | 10 | 0  | 7.4 | .500 | .167 | .778 | 0.7 | 1.4 | .1  | .1  | 3.0 |
| Total   | Total   | 10 | 0  | 7.4 | .500 | .167 | .778 | 0.7 | 1.4 | .1  | .1  | 3.0 |

## Trayectoria como jugador
- PBC CSKA Moscú (1983-1988)
- MBC Dinamo Moscú (1988-1992)
- PBC CSKA Moscú (1992)
- Yildrimspor (1993-1994)
- Atlanta Hawks (1994)
- Cáceres Club Baloncesto (1995)
- MBC Dinamo Moscú (1995-1996)
- PBC CSKA Moscú (1996-1997)
- Türk Telekom B.K. (1997-1998)
- PBC CSKA Moscú (1998)
- PAOK Salónica BC (1999-2000)
- San Petersburgo Lions (2000-2001)
- Baloncesto Trieste (2001-2002)
- MBC Dinamo Moscú (2002-2003)

## Trayectoria como entrenador
- MBC Dinamo Moscú (2009-2011)
- Krasnye Krylia (2011-2014)
- Lokomotiv Kuban (2014-2015)
- Pallacanestro Cantù (2016-2017)
- Trabzonspor Medical Park (2017)
- Selección de baloncesto de Rusia (2016-2021)
- BC Samara (2022-presente)